# جان مورسبی
دریاسالار جان مورسبی (۱۵ مارس ۱۸۳۰–۱۲ ژوئیه ۱۹۲۲) افسر نیروی دریایی انگلیس بود که سواحل پاپوآ گینه نو را کاوش کرد. وی نخستین اروپایی‌ای بود که در سال ۱۸۷۳ منطقه پورت مورزبی را کشف کرد. این منطقه را به نام پدر او دریاسالار سر فیرفکس مورسبی، (پورت مورزبی) نامیدند.

## زندگی
مورسبی در آلرفورد، شهرستان سامرست انگلیس، پسر دریاسالار سر فیرفاکس مورسبی متولد شد. وی در سنین کودکی به عنوان داوطلب در HMS ویکتور به نیروی دریایی پیوست و با کشتی پدالی ناو اچ‌ام‌اس باسیلیسک (۱۸۴۸) کاوش‌های دریایی در حوالی شرق گینه نو انجام داد. در طول بررسی ساحل جنوبی او بندری را که پس از پدرش به نام فیرفاکس نام گذاری شد را کشف کرد. بر اساس روستاهای بومی موجود به نام بندر مورسبی (پورت مورسبی) نام گرفت و هم‌اکنون پایتخت کشور پاپوآ گینه نواست.
جان مورسبی همچنین در جستجوی مسیری کوتاه‌تر بین استرالیا و چین بود و در نوک شرقی جزیره او تنگه چین را کشف کرد. وی به کاوش در امتداد ساحل شمال غربی تا خلیج هوون ادامه داد.
در ۲۹ سپتامبر ۱۸۷۶، مورسبی فرماندهی اچ‌ام‌اس اندومیون (۱۸۶۵) را به دست گرفت و تا ۶ مارس ۱۸۷۸ در این مقام باقی ماند.
وی بعدها به دریاسالار ارتقاء یافت و در ۱۲ ژوئیه ۱۹۲۲ در فارهام، همپشر انگلستان درگذشت.

## کارها
- New Guinea and Polynesia..., John Moresby, John Murray 1876 (reprinted 2002, Elibron Classics, شابک ‎۱−۴۰۲۱−۸۷۹۸-X)
- Two Admirals, Admiral of the Fleet, Sir Fairfax Moresby (1786-1877), and His Son, John Moresby. A Record of Life and Service in the British Navy for a Hundred Years, John Moresby, Murray, London 1909

## پیوندها
- آثار نوشته‌شده یا دربارهٔ جان مورسبی در بایگانی اینترنت